# Tòrax de Larisa
Tòrax (grec antic: Θώραξ, llatí: Thorax) fou un príncep de la poderosa família dels alèvades de Larisa de Tessàlia.
Junt amb els seus germans, que desitjaven conservar i augmentar el seu poder, va ser un dels que va urgir a Xerxes I de Pèrsia d'envair Grècia, i li van prometre el seu ajut. Després de la batalla de Salamina l'any 480 aC, en la retirada persa, les forces de Tòrax van escortar al rei, i ell mateix va romandre fidel als perses i va estar present a la batalla de Platea junt amb Mardoni el 479 aC.
Després de l'expulsió dels perses el rei Leotíquides d'Esparta va anar a Tessàlia per castigar els col·laboracionistes, però Tòrax va comprar la seva seguretat amb suborns.